# River Maun
River Maun är ett vattendrag i Storbritannien.   Det ligger i riksdelen England, i den sydöstra delen av landet, 200 km norr om huvudstaden London.